# الجمعيات الإسلامية المسيحية
الجمعية الإسلامية المسيحية الفلسطينية حزب سياسي فلسطيني تأسس في حزيران 1918 في المدن الفلسطينية المختلفة وكانت مظهرًا مبكرًا للوعي السياسي المنظم في مواجهة النشاط المنظم للجمعيات واللجان الصهيونية. وجاء تشكيل هذه الجمعيات لجمع شمل الفلسطينيين ولينشطوا في اطارها في سبيل الدفاع عن كيانهم ومركزهم وللسعي لربط مصير فلسطين بمصير سورية الاستقلالي والوجودي. واتخذت الجمعيات الإسلامية المسيحية رمزًا لها شارة الهلال وبداخله الصليب.
كانت قيادة هذه الجمعيات تمثل رأس الهرم الاجتماعي الموروث عن العهد العثماني وكان زعماؤها من الأسر الثرية من كبار الملاك والتجار ورجال الدين، فكانت تمثل النخب، وكان ذلك واضحاً في المؤتمر العربي الفلسطيني الأول برئاسة عارف الدجاني. من مؤسسيها موسى كاظم الحسيني وعارف الدجاني وخليل السكاكيني وإبراهيم نجم ومحمد عزة دروزة الذي تولى أمانتها العامة.
أخذت الجمعية على عاتقها مسؤولية المطالبة بحقوق عرب فلسطين في وطنهم ومناهضة وعد بلفور في وجه الهجمة الصهيونية والدفاع عن عروبة فلسطين والحيلولة دون عزلها عن الحركة العربية المتمثلة بالثورة العربية وقيادة الأمير فيصل بن الحسين. كان أسلوبها في العمل سلميًاً يقوم على الاحتجاجات الرسمية، ورفع العرائض إلى الجهات الدولية وإلى السلطات البريطانية والمظاهرات وعقد الاجتماعات. في 27/1/1919، عقدت هذه الجمعيات مؤتمرها الأول في القدس والذي سمي «المؤتمر العربي الأول». وقد حدد المؤتمر مبادئ الحركة الوطنية في ميثاق قومي تقيد به عرب فلسطين 30 عاما، وقد تضمن الميثاق رفض وعد بلفور والهجرة اليهودية والانتداب البريطاني وطالب بوحدة فلسطين مع سورية والاستقلال التام ضمن الوحدة العربية. بعد عام 1920 ضعفت الجمعية الإسلامية المسيحية وصارت ميدانًا للتنافس بين الفئات الحزبية، ولكن بالرغم من ذلك بقيت هذه الجمعية حتى نهاية العشرينات، من أبرز التنظيمات السياسية في هذه المرحلة ومن أكثرها تماسكاً وظلت تمثل شعب فلسطين منذ بداية الاحتلال البريطاني، وتمارس دورها في تمثيل فلسطين في معظم المؤتمرات والهيئات الدولية.
استمرت الجمعيات تقوم بدورها حتى نهاية العشرينات من القرن العشرين.